# Destination Sydvestjylland
 Der er for få eller ingen kildehenvisninger i denne artikel, hvilket er et problem. Du kan hjælpe ved at angive troværdige kilder til de påstande, som fremføres i artiklen.

Destination Sydvestjylland er et strategisk turistsamarbejde mellem turismefremmeorganisationerne i Esbjerg, Fanø, Tønder og Varde kommuner. 
Destinationen strækker sig fra Nymindegab i nord til den dansk-tyske grænse i syd – og fra Blåvandshuk i vest til Toftlund i øst. Mod vest afgrænses destinationen af Vesterhavet og Vadehavet. 
Attraktionerne er bl.a. Nationalpark Vadehavet, Sort Sol, Gallehus fundstedet for Guldhornene og byerne Ribe, Tønder og Møgeltønder.
Området besøges hvert år af ca. 7 miliioner overnattende turister.[kilde mangler]